# Damjan Ošlaj
Damjan Ošlaj (Murska Sobota, 25 agosto 1976) è un ex calciatore sloveno, di ruolo difensore.